# Alu Dadaschewitsch Alchanow

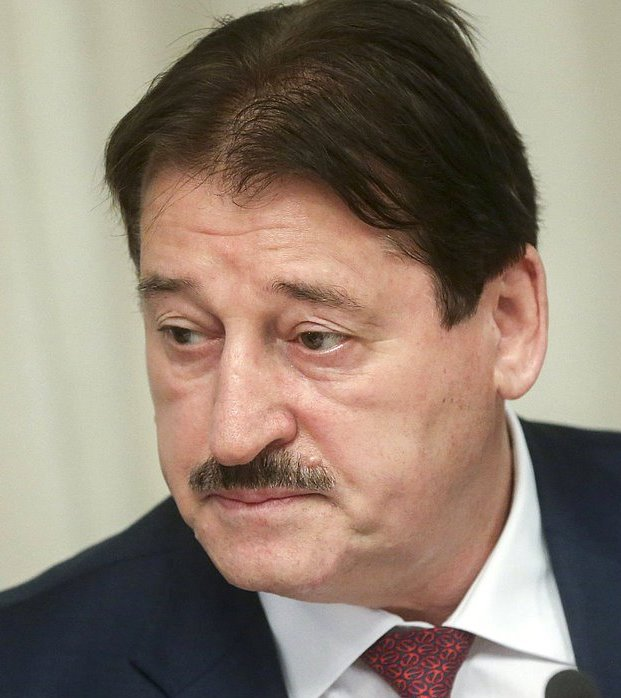
Alu Dadaschewitsch Alchanow (2018)

Alu Dadaschewitsch Alchanow (kyrillisch Алу Дадашевич Алханов; * 20. Januar 1957 in Kirowski, Kasachische SSR) ist ein russisch-tschetschenischer Politiker und zur Zeit Vize-Justizminister der Russischen Föderation.
Alchanows Eltern wurden, wie alle anderen Tschetschenen, von Stalin 1944 brutal aus Tschetschenien umgesiedelt. Unter Chruschtschow kehrte die Familie zurück nach Tschetschenien und siedelte in Urus-Matan an.
Alchanow war früher Polizeioffizier, dann Polizeigeneral und bis zum Tode des ermordeten Präsidenten Achmat Kadyrow seit April 2004 Innenminister. Als russische Truppen 1995 im Ersten Tschetschenienkrieg die Hauptstadt Grosny von den tschetschenischen Separatisten eroberten, übernahm Alchanow die Leitung der Bahnpolizei. Beim Angriff der Rebellen 1996 verteidigte er mit seinen Leuten den Bahnhof von Grosny – was in russischen Medien als Heldentat gepriesen wird.
Beim Attentat gegen A. Kadyrow am 9. Mai 2004 im Dynamo-Stadion von Grosny wurde Alchanow verletzt.
Bei der Präsidentschaftswahl im August 2004 wurde er mit rund 74 Prozent der Stimmen zum Präsidenten der Republik Tschetschenien gewählt. Internationale Wahlbeobachter bezeichneten die Wahl als undemokratisch. Alchanow ist, im Gegensatz zu anderen Politikern des Landes, immer auf Seiten Moskaus gewesen. 
Als Mitglied der russischen Delegation begleitete Alchanow Wladimir Putin während seines Deutschlandbesuchs Anfang April 2005. Dabei sprach Alchanow mit dem Bundeskanzler Gerhard Schröder über den humanitären und finanziellen Beistand Deutschlands für die vom Krieg zerstörten Provinzen Tschetscheniens und warb um deutsche Investitionen für den Wiederaufbau der krisengeschüttelten Republik.
Mitte Februar 2007 trat Alchanow vom Amt des Präsidenten zurück. Der russische Staatspräsident Wladimir Putin ernannte ihn kurz darauf zum russischen Vize-Justizminister und setzte den tschetschenischen Regierungschef Ramsan Kadyrow als neuen tschetschenischen Präsidenten ein.